# Lago di Biandronno
Il lago di Biandronno è un lago italiano, ora riserva faunistica, situato nel territorio della Lombardia, in provincia di Varese, a un'altitudine di 238 metri s.l.m., con un bacino complessivo di 1,282 km². Fa parte della Riserva naturale orientata.

## Geografia
Il lago di Biandronno è conosciuto anche come torbiera, occupando una conca di origine glaciale adagiata sul confine nord-ovest con il vicino lago di Varese, in cui un tempo era compreso. 
Rappresenta un esempio di bacino lacustre in via di prosciugamento essendo alimentato dalle sole precipitazioni atmosferiche, non avendo infatti alcun immissario. Possiede un emissario di origine artificiale, chiamato "Roggia Gatto", che collega il bacino con il lago di Varese.

## Storia
Nel 1977 viene inserito dalla regione Lombardia nell'elenco dei biotipi e geotipi. Nel 1984 viene riconosciuto come riserva naturale orientata, con gestione a carico della provincia di Varese.

## Clima
Situato in una valle prealpina, il clima è continentale.

## Flora
Circondato da canneti di Phragmites, la superficie è coperta da ninfee, orchis incarnata, trifoglio d'acqua.

## Fauna
I rapaci presenti nel comprensorio, oltre ai più comuni (gheppio, civetta...) il falco di palude, mentre varie specie di anatidi possono essere avvistate sulla superficie del bacino. Si registra la presenza  del topolino delle risaie e diversi esemplari di puzzole europee.

## Fonti
- provincia di Varese